# San Pietro in Cariano
San Pietro in Cariano é uma comuna italiana da região do Vêneto, província de Verona, com cerca de 12.616 habitantes. Estende-se por uma área de 20,25 km², tendo uma densidade populacional de 624 hab/km². Faz fronteira com Fumane, Marano di Valpolicella, Negrar, Pescantina, Sant'Ambrogio di Valpolicella, Verona.

## Demografia
| Variação demográfica do município entre 1861 e 2011                               |
|                                                                                   |
| Fonte: Istituto Nazionale di Statistica (ISTAT) - Elaboração gráfica da Wikipedia |